# Gőzhajó

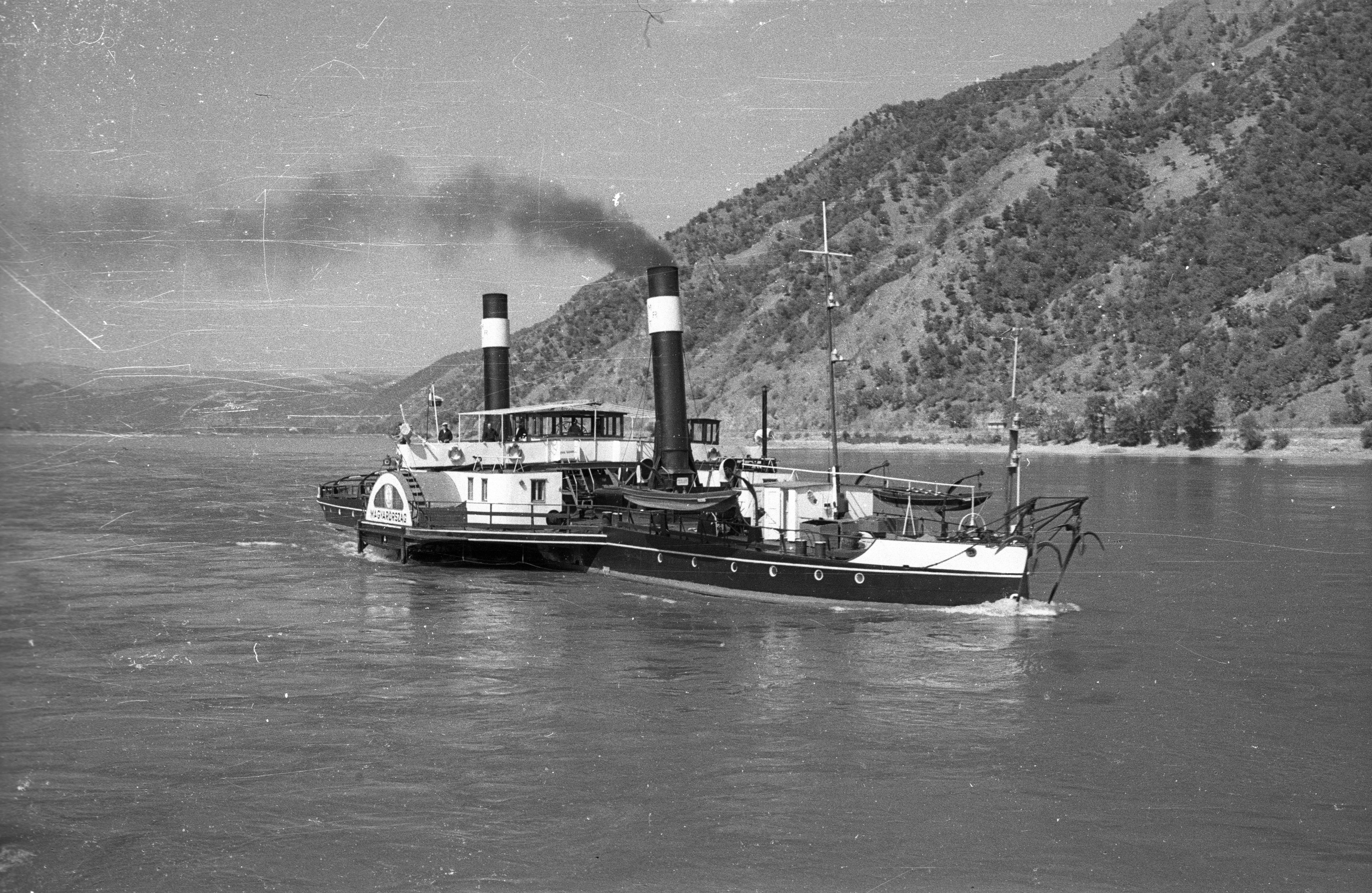
A MAGYARORSZÁG/1921 típusú oldalkerekes vontató gőzhajó a Vaskapu-szorosnál 1961-ben

A gőzhajó gőzgéppel vagy gőzturbinával hajtott hajó. Gőzhajónak szokás nevezni az olyan hajókat is, melyek fő energiaforrása gőzgép, de árbócokkal és vitorlákkal is fel vannak szerelve és így a gőzgép használata nélkül önálló vitorlázásra is képesek.
A gőzgépet a 18. században találták fel és kezdték alkalmazni hajók hajtására, de ez a technika csak a 19. század elején terjedt el. A gőzhajók gyorsan tért nyertek az Egyesült Államok folyóin és a gőzhajók fokozatosan felváltották a kereskedelmi vitorlás hajókat a tengeren is a 19. század végére. Ebben az időszakban azonban még a legnagyobb tengerjáró gőzhajókat is felszerelték segédvitorlákkal. Valószínűleg a francia La Touraine óceánjáró gőzhajó volt az utolsó nagy hajó, melyet vitorlákkal láttak el, de soha nem használta. A gőzhajókat a 20. század második felében a dízelmotoros hajók váltották fel. A legtöbb hadihajó gőzhajtást használt a gázturbinák megjelenéséig. A korszerű nukleáris hajtású hadihajókat és tengeralattjárókat gőzturbina hajtja, de ezeket általában nem sorolják a gőzhajókhoz.
Az angolban a csavarhajtású gőzhajók neve előtt az „SS” jelölés áll, melynek jelentése Steam Ship (gőzhajó) vagy Screw Steamer (csavargőzös) illetve az 1870-es és 1880-as években Screw Schooner (csavarhajtású szkúner), a kerekes hajókat szokás szerint „PS” (Paddle Ship), a gőzturbina hajtású hajókat „TS” (Turbine Ship) előtaggal jelölik. A dízelmotorral hajtott hajók jelölése „MS” (Motor Ship).

## Az első kísérletek

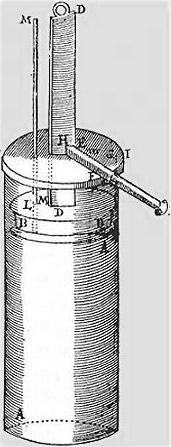
Papin készüléke (1690)

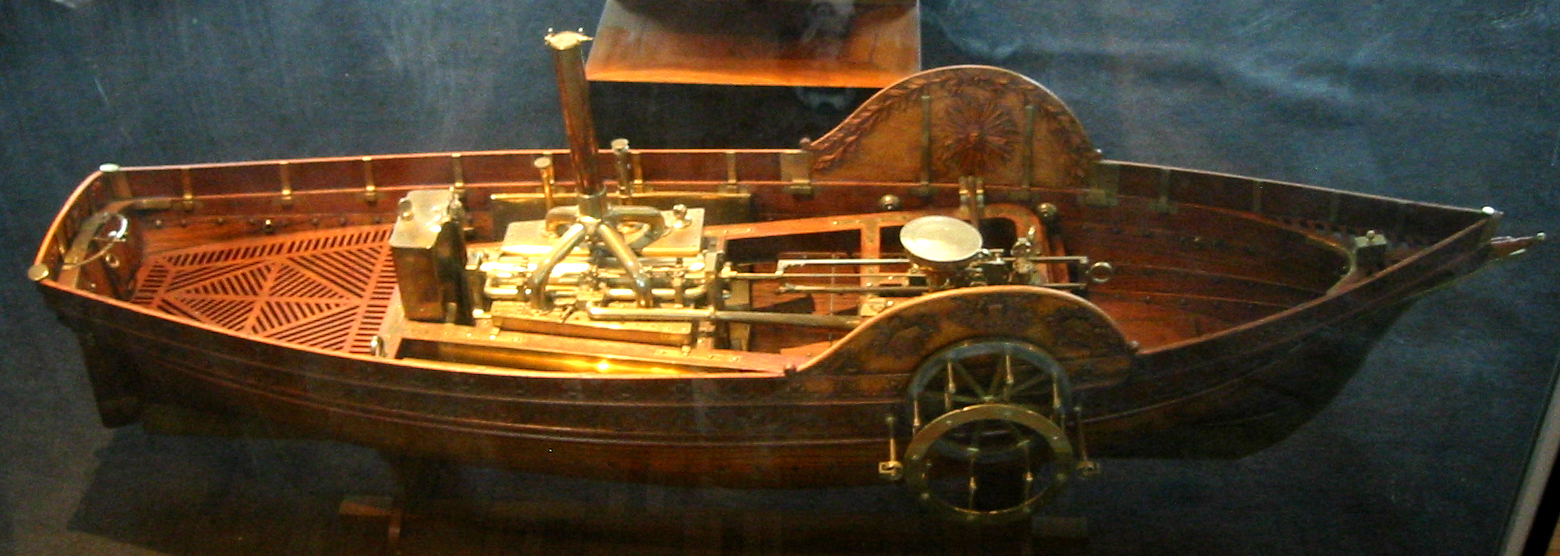
Gőzhajó modellje, melyet 1784-ben Claude de Jouffroy épített

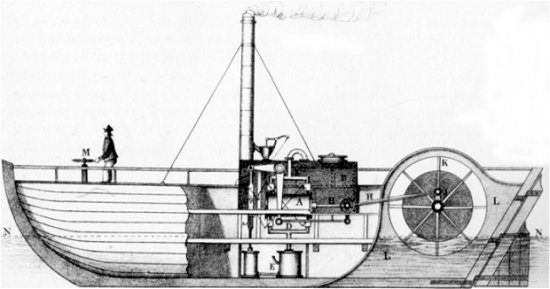
A Charlotte Dundas

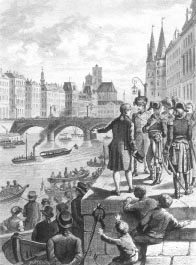
Fulton bemutatja gőzhajóját Bonaparte Napóleonnak 1803-ban

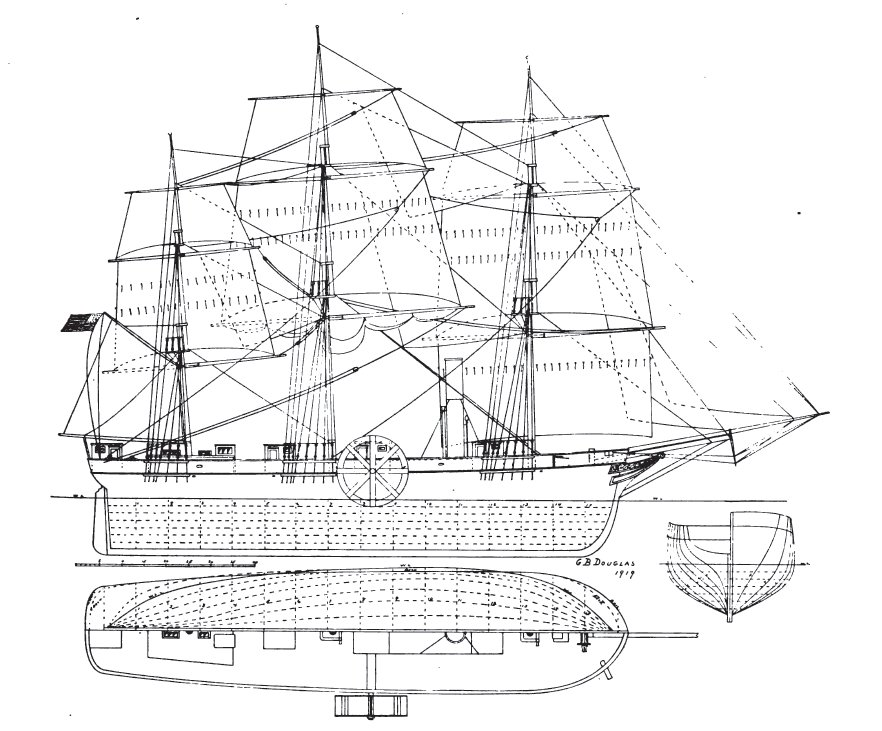
A Savannah rajza

Denis Papin francia fizikus, aki többek között a ma kuktának nevezett nyomás alatti főzőedényt is feltalálta, vízgőzzel, hengerekkel és dugattyúkkal végzett kísérletei során készített egy gőzzel működtetett szivattyút. Gottfried Leibnizcel folytatott levelezésében megemlítette, hogy alkalmazni lehetne a gőzpumpájához hasonló elven működő erőgépet kerekes hajók hajtására. 1704-ben kasseli tartózkodása alatt épített is egy valószínűleg lábhajtású kerekes csónakot. Amikor 1707-ben Angliába utazott, hogy az angoloknak eladja a gőzhajózás elvét, kerekes csónakjával a Fulda folyón egészen Münchenig hajózott. Bár valószínűleg Papin volt az első, aki világos koncepcióval rendelkezett a gőzhajóról, de nem talált támogatóra Angliában.
1736-ban Jonathan Hulls adott be szabadalmat Angliában egy Newcomen-gőzgéppel hajtott hajóra, de az elképzelés csak a James Watt újításaival vált kivitelezhetővé. A pennsylvaniai William Henry megismerte Watt gőzgépét egy angliai utazása alkalmával, és ennek nyomán elkészítette saját konstrukcióját. 1763-ban ezt a gépet beépítette egy hajóba, mely azonban elsüllyedt. A továbbfejlesztett példány sem lett sikeres, de annyi haszna volt, hogy mások figyelmét is felkeltette.
1774-ben Franciaországban Claude de Jouffroy és társai egy 13 méter hosszú működő gőzhajtású csónakot készítettek, amelyet lapátkerék mozgatott. A csónak neve Palmipède lett. A kis csónakot a Doubs folyón próbálták ki sikeresen, 1776 júliusában. Valószínűleg ez volt a történelem első sikeres útja gőzhajóval. 1783-ban egy Pyroscaphe nevű új, nagyobb kerekes gőzhajót épített, mely mintegy 15 percig haladt folyásiránnyal szemben a Saône folyón, mielőtt a gőzgép meghibásodott volna. A további fejlesztések útját azonban a bürokrácia keresztezte.
1784-ben James Rumsey épített egy szivattyús vízsugár-hajtóművel ellátott csónakot, amellyel 1786-ban sikeres próbautat tett a Potomac folyón sodrásiránnyal szemben. A következő évben szabadalmat kapott találmányára Virginia államban. Pennsylvaniában John Fitch készítette el egy kerekes hajó modelljét. 1785-ben elkészült egy nagyméretű, 30 férőhelyes hajó is, mely rendszeres utasszállítást hajtott végre a Delaware folyón Philadelphia és Burlington között. A hajó 11-13 kilométert tett meg óránként, és rövid élete alatt több mint 3200 km-t hajózott. Fitch gőzhajója nem volt gazdaságilag sikeres, mert a viszonylag jó közutak erős konkurenciát jelentettek számára. Még további két hajóval kísérletezett, de a szabadalmi viták leállították további munkáját.
Eközben Patrick Miller of Dalswinton a skóciai Dumfries közelében készített egy katamaránt, melyet a két hajótest közé helyezett, kézzel hajtott kerékkel mozgatott és javaslatot tett néhány európai kormánynak hasonló, de nagy (75 m hosszú) hadihajók építésére. Miller alkalmazta William Symington mérnököt, hogy szabadalmaztatott gőzgépét építse be egy kis hajóba, melyet sikerrel próbáltak ki a Dalswinton Lochon 1788-ban, majd a következő évben egy nagyobb gőzhajót is építettek. Miller ezután felhagyott a további fejlesztési munkákkal. Tíz évvel később Lord Thomas Dundas alkalmazta Symingtont gőzhajó építésére. Az ennek eredményeképp megépült Charlotte Dundas 1802 márciusában két 30 tonnás uszályt vontatott 30 km hosszan a Forth és Clyde csatornán Glasgowig. Ezt a vontatóhajót tartják az első gyakorlatilag működő gőzhajónak, melyet majd sok, egyre alkalmasabb konstrukció követ. Bár a további hajóutakat megakadályozták a csatorna eróziójától való félelem miatt, de ettől kezdve nyitva állt a fejlesztés útja Angliában és más országokban is. Észak Amerikában Robert Fulton North River Steamboat nevű (később Clermont) hajója már gazdasági siker is lett. 1807-től a Hudson folyón (akkor még North Rivernek, Északi folyónak hívták) járt. Skóciában a Clyde folyón közlekedett a PS Comet, melyet 1812-ben bocsátott vízre Henry Bell, az első európai tengerjáró hajó pedig a PS Thames (korábban Argyle), mely első útján Glasgowból Londonba hajózott 1815 májusában. A Glasgowban 1817. november 5-én vízre bocsátott vontatóhajó, a PS Tug volt az első gőzhajó, mely körülhajózta Skóciát.

## Észak-Amerika

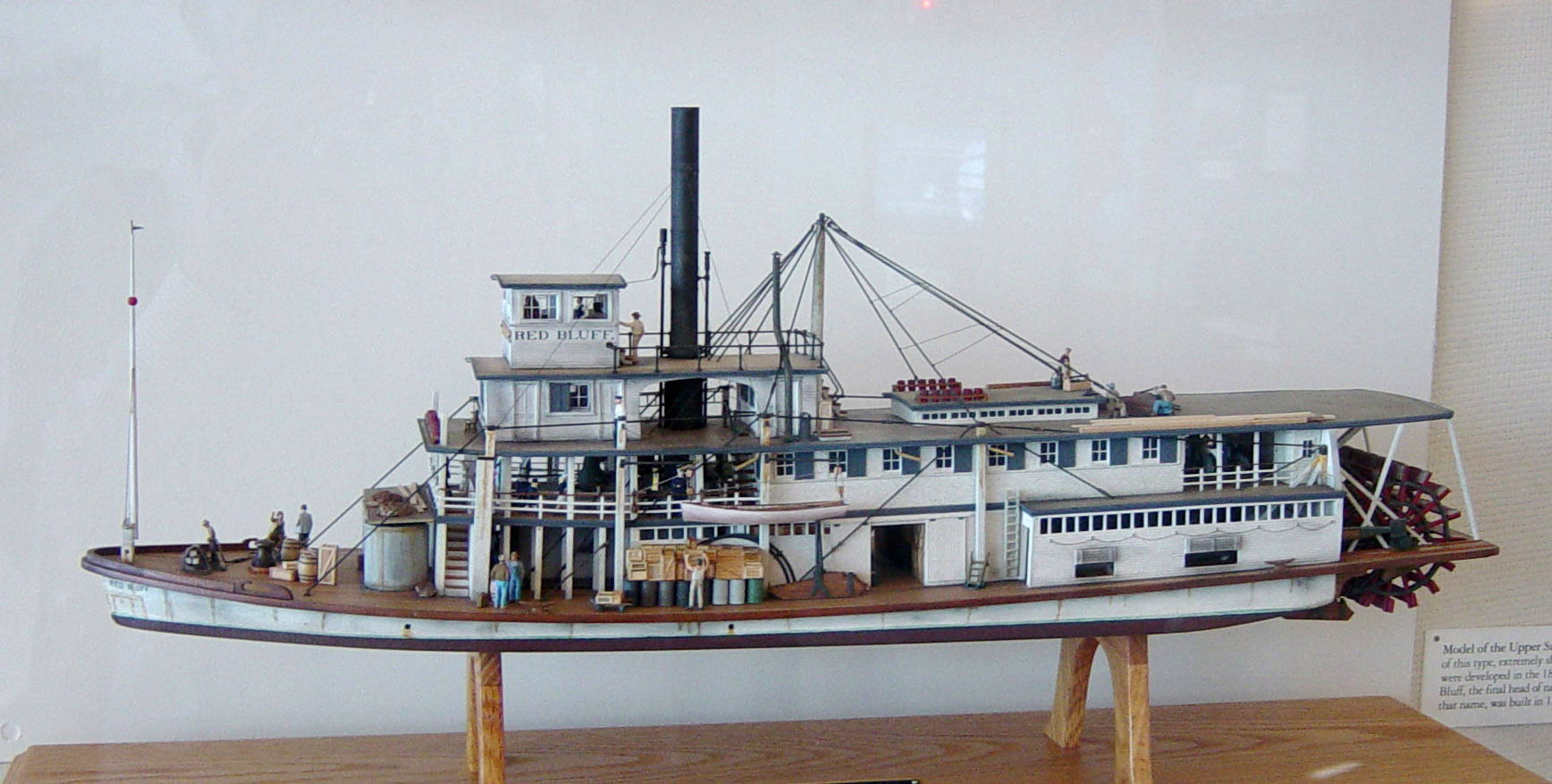
Sekélyvízi hajózásra szánt amerikai folyami gőzhajó

A gőzgéphajtás első sikeres amerikai alkalmazása Samuel Morey nevéhez fűződik, aki 1793-ban a Connecticut folyón mutatta be gőzhajóját. Robert Fulton volt az első, aki üzleti sikert ért el gőzhajó üzemeltetésével. Fulton már 12 éves korában megismerkedett a gőzhajóval, amikor 1777-ben Angliába és Franciaországba látogatott. 1803-ban kísérleti gőzhajót épített, melyet a Szajnán próbált ki. Értékelte a Charlotte Dundas eredményeit. Mielőtt visszatért volna Amerikába, a Boulton és Watt cégtől megrendelt egy gőzgépet, és amikor hazaért, megépítette a világ első kereskedelmi lapátkerekes gőzhajóját. Ez a North River Steamboat nevet kapott hajó 1807. augusztus 17-től rendszeres személyforgalmat bonyolított le a Hudson folyón New York City és Albany között. A 240 km hosszú utat 32 óra alatt tette meg, ami nagy üzleti sikernek számított.
1808-ban John és James Winan állította forgalomba a második rendszeresen közlekedő gőzhajót, a Vermont-ot. Fulton hajóját követően igen gyorsan elterjedt a gőzhajózás Észak-Amerikában. A gőzhajózás lendítette fel a gazdaságot a Nagy-tavakon és a beléjük ömlő folyókon, de fontos szerepe volt a Mississippin, ahol egészen a 20. század közepéig a szállítást túlnyomórészt kerekes gőzhajókkal bonyolították le. A Mississippi vidékén ez nagy környezeti ártalmakkal járt, mert a gőzhajók kazánjainak fűtéséhez letarolták a környező erdőket. A legtöbb mississippi gőzhajó kazánrobbanás áldozata lett, de a jég, illetve a szabályozatlan folyók medréből kiálló sziklák is sok kárt tettek bennük.

## Óceánjáró hajók

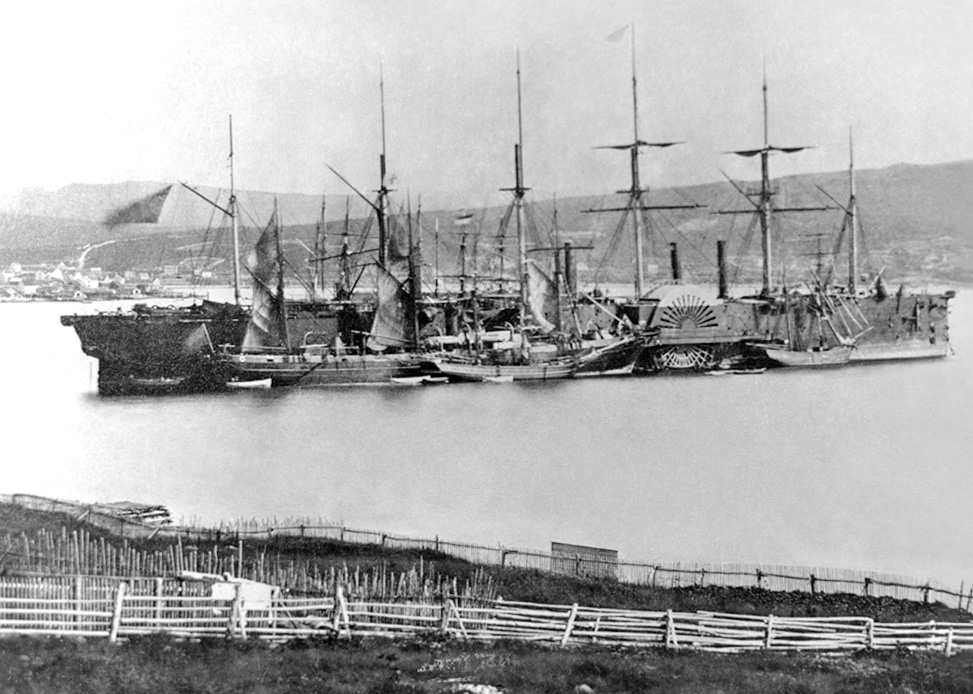
SS Great Eastern

Az első sikerek után a gőzhajók igen gyorsan elterjedtek világszerte. Amerika nagy folyóin jellegzetes építésű lapátkerekes gőzhajókat építettek. A gőzhajók a tengerre is kimerészkedtek, egyelőre csak partmenti hajózásban vettek részt és a kikötői munkát segítették. Az első gőzhajó, mely átszelte az Atlanti-óceánt Amerika és Európa között, az amerikai SS Savannah lett, bár ez természetesen egy vitorláshajó és gőzhajó keveréke volt. A hajó Savannah kikötőjét 1819. május 22-én hagyta el és Liverpool-ba 1819. június 20-án érkezett meg. A 18 napig tartó úton a hajó csak részben haladt a gőzgép és lapátkereke segítségével, az összes üzemidőre vonatkozó becslések 8 és 80 óra közé esnek. Az első gőzhajó, mely a teljes átkelést bizonyítottan gőzhajtással tette meg, az angol gyártmányú, holland tulajdonú Curaçao volt. Ezt a teljesen fából készült 438 tonna vízkiszorítású hajót Doverben építették és két 50 LE teljesítményű gőzgép mozgatta. A nevezetes útját a Rotterdamhoz közel fekvő Hellevoetsluisban kezdte 1827. április 26-án és május 24-én kötött ki Paramaribóban (Suriname), 11 napig gőzhajtással hajózva.
Az első, menetrend szerinti transzatlanti utasforgalomra épült hajó a brit lapátkerekes SS Great Western volt, első útját 1838-ban tette meg. Az első menetrendszerű gőzhajójárat az Egyesült Államok keleti és nyugati partja között 1849. február 28-án nyílt meg, amikor a California New Yorkból indult, majd Dél-Amerikát megkerülve a San Francisco-öbölben kötött ki. Az út négy hónapig és 21 napig tartott. Az SS Great Eastern 1854–1857 között épült és Nagy Britanniát Indiával volt hivatott összekötni a Jóreménység foka megkerülésével minden közbenső szénfelvétel nélkül. Hányatott története volt, de soha nem használták a kijelölt célra. Az első acélból készült óceánjáró gőzhajó az SS Buenos Ayrean volt, amely 1879-ben állt szolgálatba.

## Gőzhajók Magyarországon

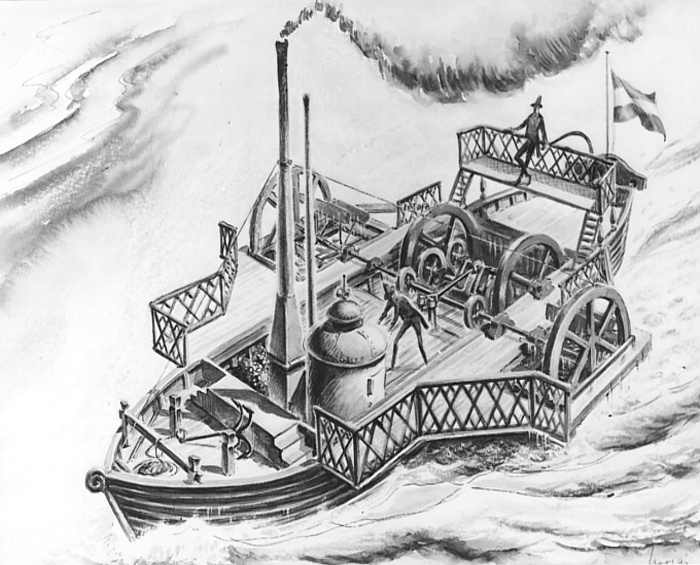
Carolina, az első magyar építésű gőzhajó, egyben a Habsburg birodalom első gőzhajója

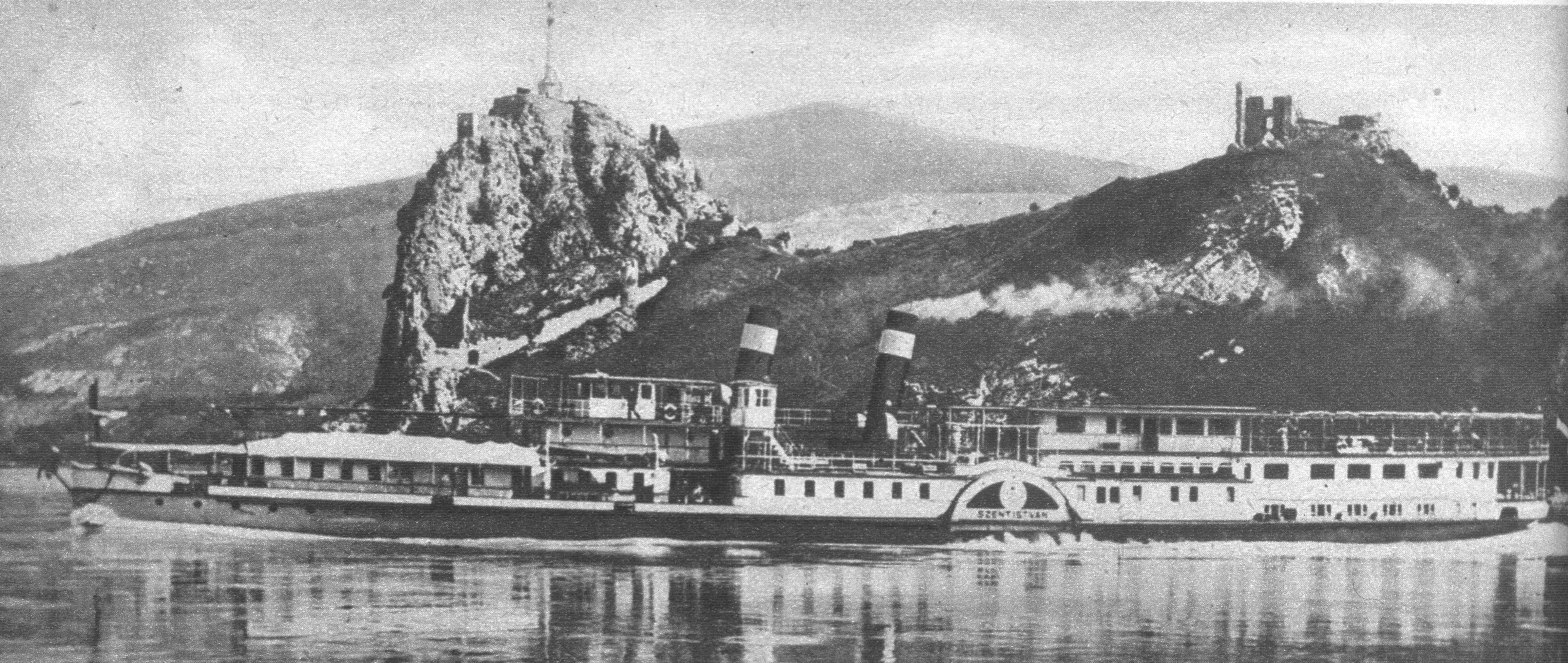
A Szent István gőzös Dévénynél

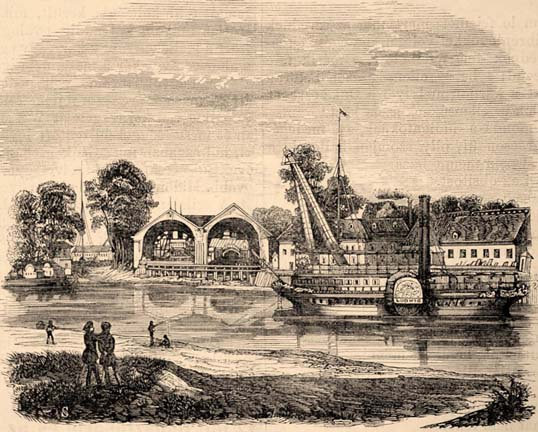
Gőzhajó az Óbudai Hajógyárban 1857-ben

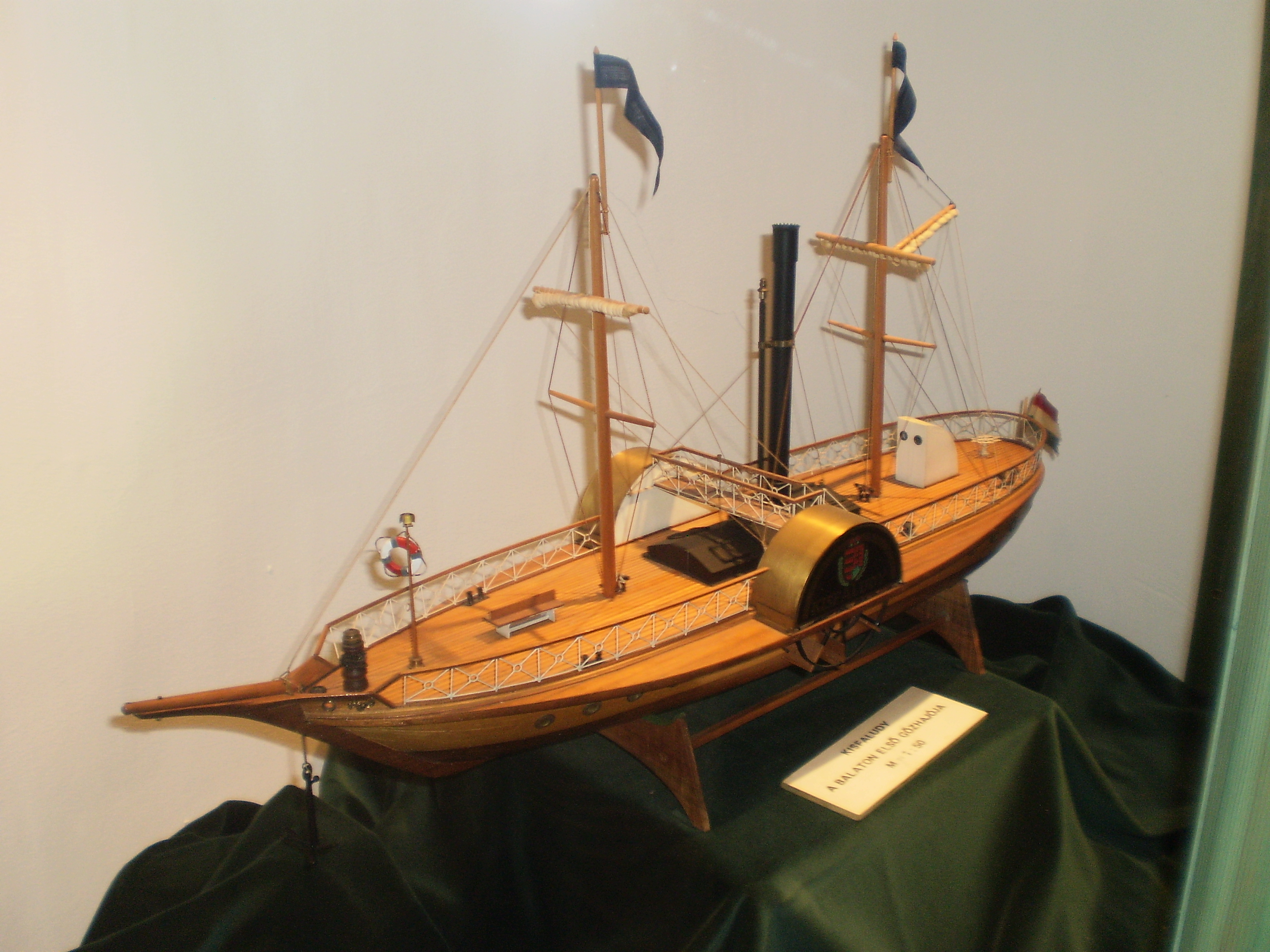
A Kisfaludy modellje az esztergomi Duna-múzeumban

A dunai gőzhajózás kezdete 1817. március 21. Ekkor tette meg első próbaútját Bernhard Antal pécsi feltaláló Carolina nevű gőzhajója, melyet a Dráva menti Sellyén épített. A hajó hossza 13,37 m, szélessége 3,16 méter volt, merülése 1,02 m. 24 lóerős gőzgép hajtotta, melyet részben szintén Bernhard készített és a korábban vízkerekekkel szerzett tapasztalatait hasznosító oldalkerekek hajtották előre a járművet. A hajó egy 488 mázsa tömegű rakománnyal terhelt uszályt vontatott a Dunán felfelé 3,4 km/h, lefelé 17 km/h sebességgel. A hajót először vontatóként kívánták hasznosítani a Dunán, de teljesítménye nem volt mindenhol elegendő a feladathoz, ezért végül Pest, Buda és Óbuda között személyszállításra használták. Az utasok a hajó vontatta uszályra szálltak fel és az együttes napi két menetet teljesített. Természetesen csak hajózási szezonban közlekedett, mert a hajóhídon olcsóbb volt átkelni és így kevés utasa volt. Egy idő után visszavitte tulajdonosa a Drávára.
A Balatonon a gőzhajózás Széchenyi István és Kossuth Lajos kezdeményezésére indult meg. Sokáig az első és egyetlen balatoni gőzhajó a Kisfaludy volt, melynek hajótestét az Óbudai Hajógyárban építették, és angol Penn-gyártmányú gőzgépe lapátkereket hajtott. A hajó először 1846. szeptember 21-én, Széchényi 55. születésnapján hagyta el a balatonfüredi kikötőt. A hajó 300 férőhelyes utasszállító volt, I. osztályán ebédlő és könyvtár is volt. A következő balatoni gőzhajó, mely már csavargőzös lett, csak 1872-ben követte. A hajó a Zala-Somogyi Gőzhajó Társulat megrendelésére készült az Újpesti Hajógyárban. Az ötven utas szállítására alkalmas, 100 lóerős hajó 1876-ig óránként 10-12 kilométeres sebességgel menetrendszerűen bonyolította le a forgalmat a Révfülöp–Boglár–Szepezd útvonalon. A társaság 1876-ban csődbe ment, és a gőzös a Dunára került. 2009-ben a használatból kivont hajó leégett. 2012-ben műemlékhajó lett Balatonbogláron, ezentúl a balatoni gőzhajózást ismerteti meg az idelátogató vendégekkel.

## Hadihajók

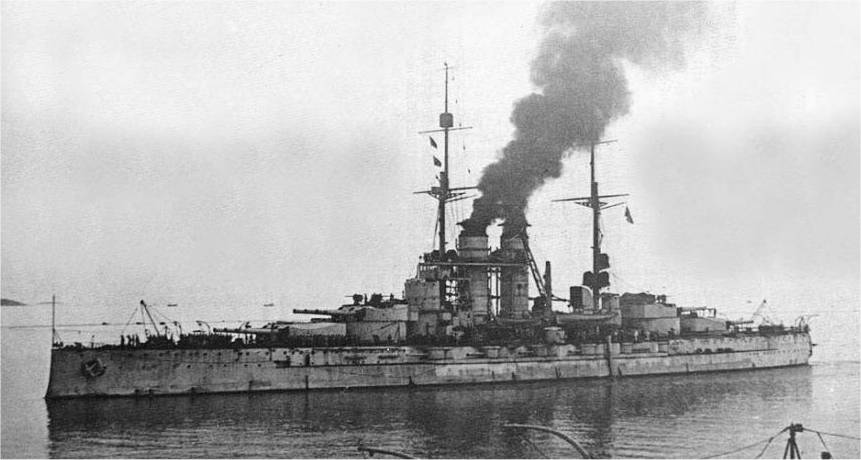
A Szent István csatahajó

A 19. században a vitorláshajókat fokozatosan felváltották a gőzhajók, és ez nemcsak a kereskedelmi hajóknál, hanem a hadihajóknál is így volt. A gőzgép először csak kisegítő hajtóerőt képviselt, de később a vitorlázatot teljesen elhagyták. A hajógépek egyre nagyobb teljesítményűek lettek, ezt a sebesség és a hajók vízkiszorításának növekedése és a páncélzat megjelenése követelte meg. Az 1850-es évektől a klasszikus faépítésű, vitorlás sorhajókat gőzgép hajtotta páncélos csatahajók és cirkálók váltották fel, majd a gőzturbina megjelenése ismét újabb forradalmat jelentett. A második világháború nagy hadihajói még mind gőzhajók voltak, később tértek át a dízel-, nukleáris- és gázturbinás hajtásokra, illetve ezek kombinációira. A valaha volt legnagyobb magyar hadihajó, a Szent István csatahajó 12 kazánjának füstjét két kéményen keresztül vezették el. A kazánok fejlesztette gőzt két, összesen 27 000 LE teljesítményű AEG gőzturbina dolgozta fel.

## Technika

### Lapátkerekes gőzhajók

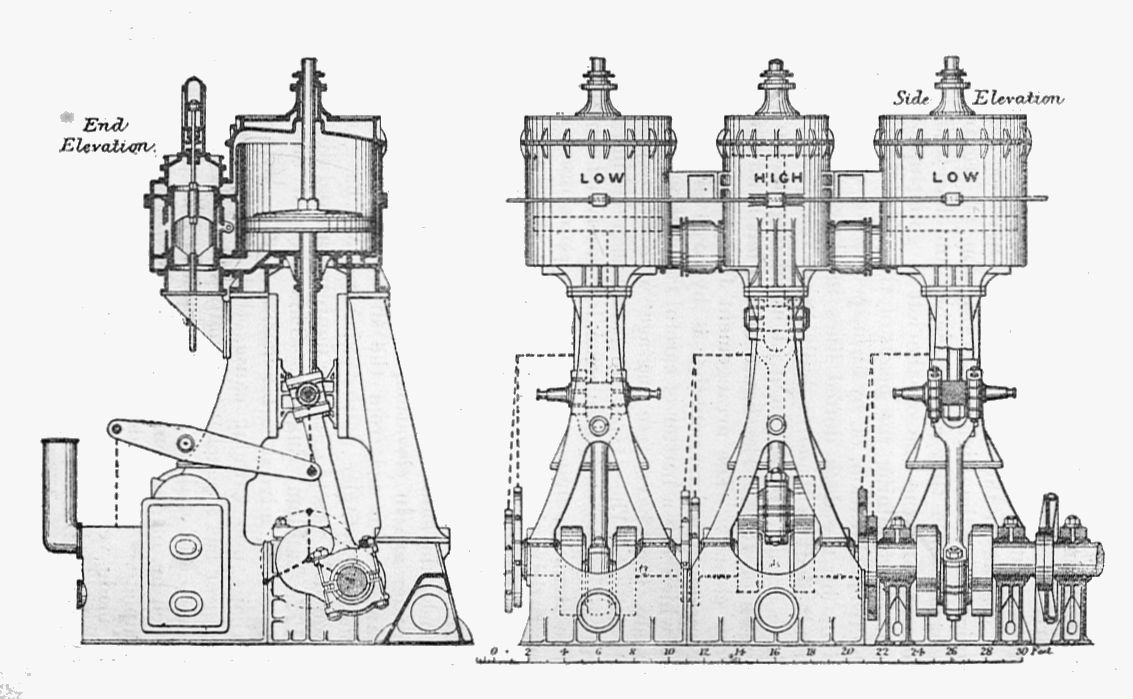
Háromhengeres hajógőzgép 1875 táján

Az első gőzhajók kivétel nélkül kerekes hajók voltak. Európában túlnyomórészt olyan hajókat építettek, ahol a hajótest közepére épített egy vagy két gőzgép a hajótest oldalához simuló lapátkereket hajtott. Ezek a kerekek általában együtt forogtak, ritkán építettek olyan hajót, ahol a két gőzgép akár ellentétes irányba is tudta forgatni a kerekeket. Az első hajók és a folyami hajók nagy része később is lassú járású, fekvő hengeres gőzgépeket használt, a kerekek fordulatszáma ugyanis nem lehetett nagy. Az amerikai folyókra viszont általában olyan hajókat építettek, ahol a gőzgép(ek) és a kerék is a hajó tatján helyezkedett el és a kerék nem volt osztott. Ennek az elrendezésnek az volt az előnye, hogy az oldalsó kerekek nem növelték meg a hajó szélességét és könnyebben ki lehetett vele kötni, keskenyebb vizeken is biztonsággal tudták irányítani. A lapátkerekek vagy merev lapátokat használtak, vagy mozgatható lapátokat, melyeknek szögét egy mechanizmus mindig úgy állította el, hogy a legkisebb ellenállást keltse és a leghatékonyabban lökje hátra a vízáramlatot.

### Csavargőzösök
Az első tengeri hajók is kerekesek voltak, de ez a megoldás sérülékenynek sőt használhatatlannak bizonyult erős hullámzás, vihar esetén. Az tengeri hajókon az 1870-es évektől vált általánossá a hajócsavar használata. A csavarhajtású hajókhoz korszerűbb, gyors járású, általában háromhengeres compound álló henger-elrendezésű gőzgépeket használtak, amelyek kondenzátoros üzemben dolgoztak. A nagyobb fordulatszámot a hajócsavar igényelte, melyet közvetlenül a gőzgép hajtott. Ezek a gőzgépek nagynyomású gőzzel működtek, könnyebbek voltak elődeiknél és sokkal jobb hatásfokkal dolgoztak. A csavaros gőzhajók mélyebbre merültek, mert az egész hajócsavarnak biztonságosan víz alatt kellett maradnia még terheletlen hajó esetében is, ezért a lapátkerekes hajók a sekélyebb édesvízi hajózásnál maradtak meg.

### Gőzturbina

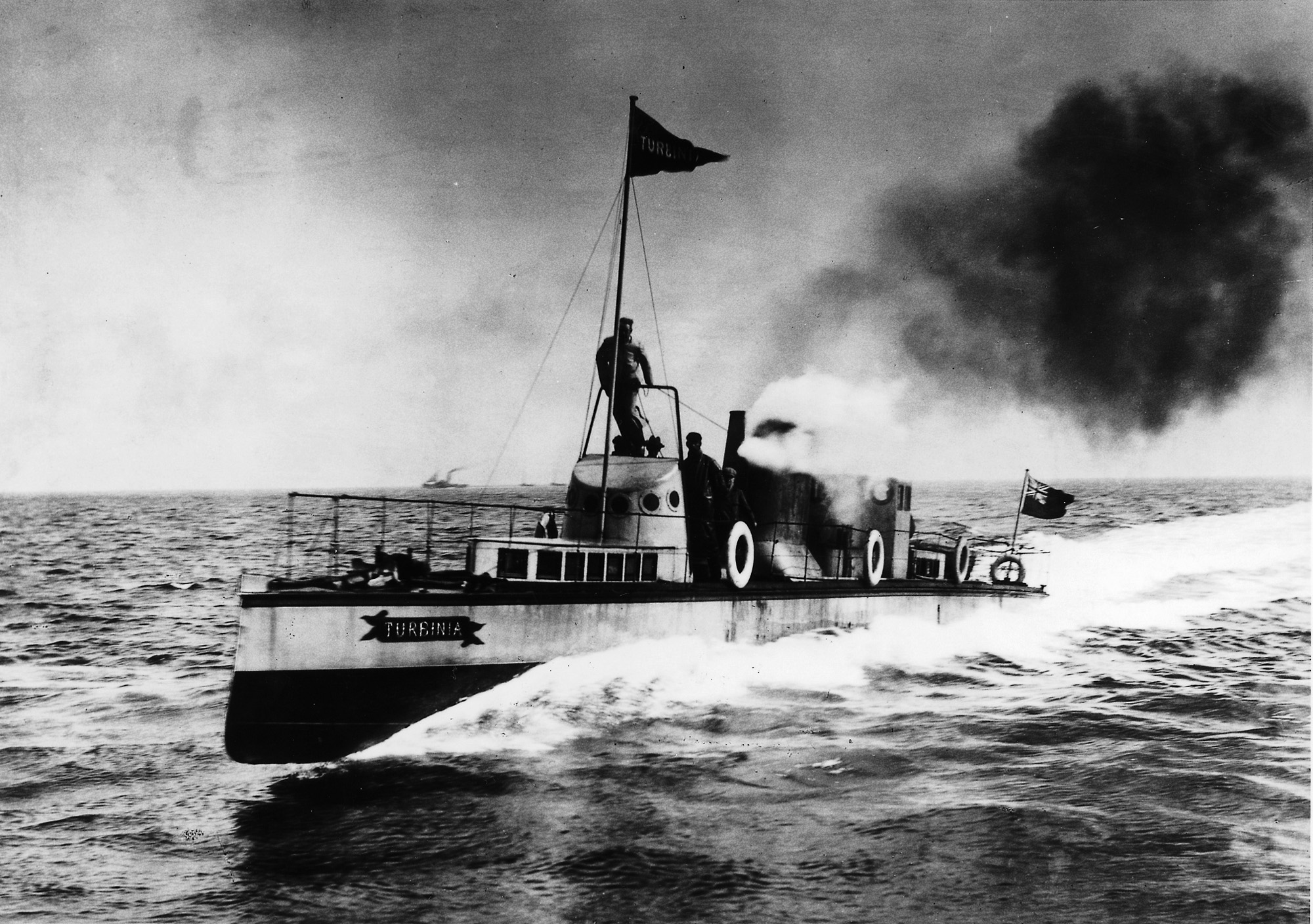
A Turbinia – az első gőzturbina hajtású hajó

Az első gőzturbinával hajtott hajót, a Turbiniát Charles Algernon Parsons építette bemutató céljából: bizonyítani akarta a gőzturbina előnyeit: kis méretét, könnyű karbantartását, kis tömegét, és rezgésmentes nyugodt üzemét. A gőzturbina gazdaságosan csak 1000 1/min fordulatszámon üzemelhet, a hajócsavar pedig 100 1/min fordulatszámnál kevesebbet igényel, ezért általában fogaskerekes fordulatszám-csökkentő hajtóművet építenek a turbinatengely és a propulziós tengely közé. A kevés kivétel közé számít a Turbinia és a Titanic. A Turbinia sikere után az angol haditengerészet egymás után építtette gőzturbina hajtású hadihajóit, melyet később az egész világ követett, majd a kereskedelmi hajók is átvették ezt a technikai újítást. A gőzhajók egészen a dízelmotorok elterjedéséig uralkodó szerepet játszottak a hajózásban, de végül ezek jobb hatásfoka, olcsóbb üzeme, a nagyméretű és drága kazán szükségtelensége és üzemi előnyök is kiszorították. A dízelmotorokat egyszerűen és gyorsan lehetett indítani, teljesítményüket is gyorsan lehetett változtatni. A nagy gőzhajtású csatahajókat csak lassan lehetett felgyorsítani, mert a gőzturbina csak lassan terhelhető. A nagy csatahajók csata előtt gyakran körbe-körbe száguldoztak, csakhogy gépezetük készen álljon a hirtelen manőverekre.